# Блюграсс
Блюграсс (кантри-энд-вестерн, англ. Bluegrass) — жанр американской сельской музыки кантри, происходящий из региона Аппалачей, в первую очередь штата Кентукки («штат мятлика»), которому обязан своим названием (bluegrass — мятлик). Корни этого стиля уходят в ирландскую, шотландскую и английскую традиционную музыку. Блюграсс является смесью музыки иммигрантов с Британских островов, а также афроамериканских джаза и блюза.
В блюграссе, как и в некоторых формах джаза, каждый музыкальный инструмент по очереди является ведущим, в то время как остальные отходят на задний план. Это отличает блюграсс от другой американской кантри-музыки, где все инструменты играют вместе или один инструмент является ведущим на протяжении всей композиции, пока остальные составляют аккомпанемент. Блюграсс — это акустический стиль; электрические инструменты используются редко.
Применительно к музыке термином «блюграсс» изначально описывался стиль Билла Монро и его струнной группы The Bluegrass Boys, который стал широко копироваться другими исполнителями и в итоге оформился в отдельный музыкальный жанр.

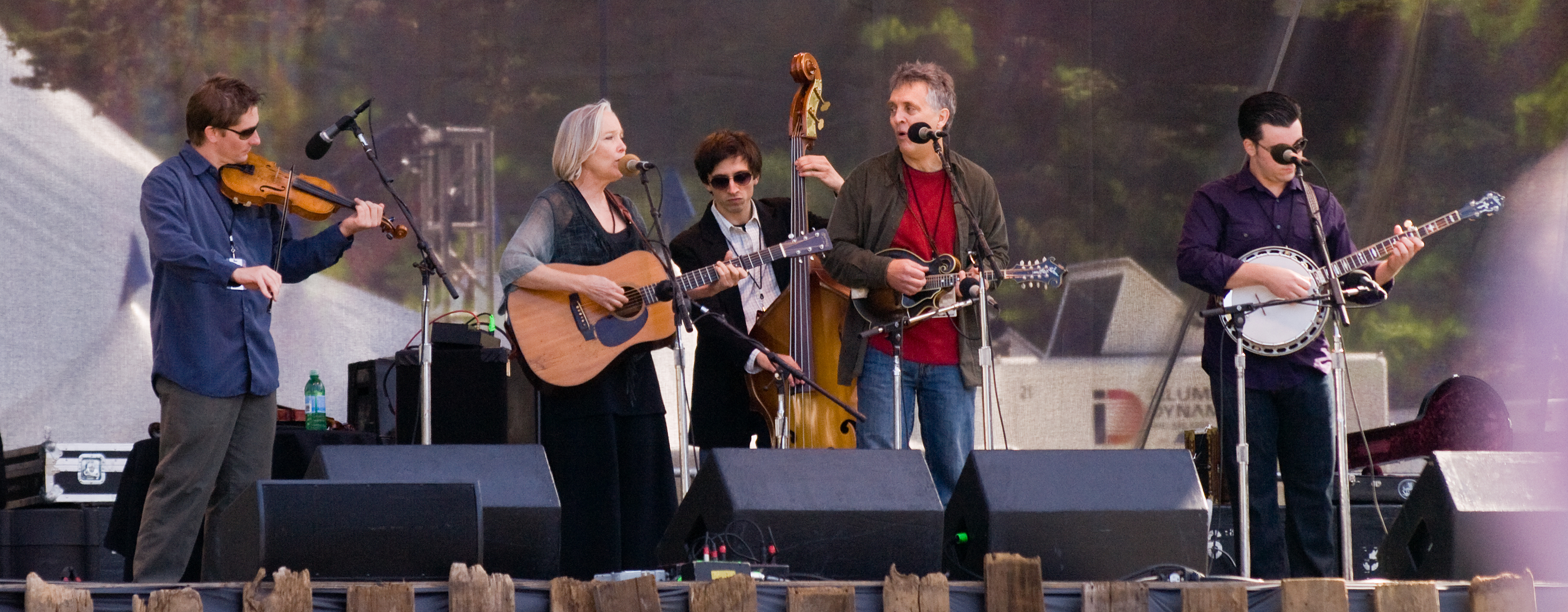
Классический состав блюграсс-ансамбля: скрипка, гитара, контрабас, мандолина, банджо

- Песня Appalachian Coal Mine (Аппалачская угольная шахта).

## Инструментальное сопровождение
В отличие от современного кантри, блюграсс основывается главным образом на акустических струнных инструментах: скрипке, пятиструнном банджо, акустической гитаре, мандолине и контрабасе. Ранние блюграсс-коллективы, как правило, использовали именно такой набор инструментов, характерный с конца XIX века для англоамериканских струнных ансамблей, популярных на Юге США, из традиций которых жанр в значительной мере и развился. Вскоре наличие этих пяти инструментов в блюграсс-группе стало стандартом. Иногда их дополняет резонаторная гитара до́бро, на которой обычно играют при помощи металлического слайда. Некоторые команды используют аккордеон, губную гармонику, фортепиано, ударные, электрогитару и другие инструменты.
Для блюграсс-групп также характерно исполнение заводных быстрых мелодий. Как и в большинстве образцов музыки кантри, в блюграссе выделяется слабая доля, но при этом для жанра типична игра с легким подхлёстом или явным опережением, чтобы создать свойственное ему энергичное звучание (в отличие от блюза или джаза, которые часто играются, напротив, с небольшой оттяжкой). Подчёркивая соответствующие ритмические и динамические особенности инструментального звучания блюграсса, известный фольклорист Алан Ломакс в 1959 году описал его как folk music in overdrive (с англ. — «перевозбуждённая народная музыка»).
Хотя визитной карточкой блюграсса позже стал трёхпальцевый стиль игры на банджо Эрла Скраггса, многие элементы, отделяющие жанр от прародителей, возникли на базе инструмента Билла Монро — мандолины. Выраженный «чёс» на ней с глушением струн и акцентированием слабой доли обеспечивает блюграссу его энергичную напористую динамику. Когда мандолина солирует, эту функцию обычно исполняет скрипка. При этом в музыку южных струнных ансамблей Монро привнёс выраженное блюзовое звучание, активно используя блюзовые ноты и диады с их включением (сам он признавал, что данной манерой обязан влиянию знакомого афроамериканского гитариста из Кентукки — Арнольда Шульца).
Блюграссу свойственны внедрённые Монро и членами его группы The Bluegrass Boys импровизации с использованием гаммообразных, часто типовых фраз (ликов), а также риффов, соединённых так, чтобы подходить к конкретной песне. Они также практиковали смену ролей инструментов по ходу композиции, играя поочерёдно аккомпанемент и сольные партии (обычно каждому музыканту отводилось на это по два или четыре такта). Данные особенности пришли в блюграсс из джаза и вестерн-свинга и существенно отличались от консервативных мелодических вариаций, присутствовавших в музыке южных струнных ансамблей.

## Вокальный стиль

#### The high lonesome sound
На типичный для блюграсса вокальный стиль оказала влияние практика Билла Монро петь в максимально высокой части своего диапазона, часто описываемая в английском языке термином the high lonesome sound (с англ. — «высокое тоскливое звучание»). В певческий стиль, характерный для кантри-дуэтов 1930-х годов, таких как Blue Sky Boys и Delmore Brothers, Монро привнёс не только более высокую манеру пения, но и гораздо сильнее выраженный назальный оттенок. Такое звучание вокальных партий можно описать как пронзительное, скорбное и тоскливое.
Тем не менее, подобный стиль пения встречается не только в блюграссе, но и в музыке кантри в целом, особенно в её более консервативных разновидностях. Высокая назальная вокализация была свойственна и другим традиционным исполнителям из Кентукки, таким как Роско Холкомб, для описания вокала которого термин the high lonesome sound и ввёл изначально фолклорист Джон Коэн. Высокий вокал, чистая и надрывная манера пения, в сочетании с трагическими темами, характерными для многих блюграсс-стандартов, привели к тому, что сам этот жанр иногда называют the high lonesome sound.

#### Прочие особенности
В блюграссе вокальные партии часто поются дуэтом, трио или квартетом, используя при этом «узкие» интервалы. К ведущему вокалу типично добавляется партия тенора и баритона, а в песнях на религиозную тематику — баса. При гармоническом пении делается акцент на плотность и скоординированность звучания. Вокал обычно чистый, с упором на головной регистр: самые копируемые певцы в жанре имели вокальный диапазон, смещённый в сторону более высокого звучания.
Сторонние влияния на вокальный стиль блюграсса также разнообразны. Заимствованные у вокалистов мейнстримовой популярной музыки элементы присутствовали в этом жанре на всех этапах его развития. Так, у некоторых ранних блюграсс-певцов вроде Клайда Муди и Джима Инса прослеживалось влияние сглаженной «крунерской» манеры пения, а более поздние вокалисты также внедряли в жанр вокальные тренды из мейнстрим-кантри, рока и прочих видов музыки.

## История создания
Возникновение стиля блюграсс произошло в середине 1940-х годов, вскоре после войны, которая препятствовала развитию музыки. Как и в случае с другими музыкальными стилями, его изобретение нельзя приписать какому-то одному человеку. Блюграсс является смесью блюза, рэгтайма, джаза и других ранних стилей. Тем не менее, следы возникновения блюграсса ведут к одному ансамблю. Сегодня отцом-основателем музыки блюграсс называют Билла Монро; стиль был назван по имени его группы The Blue Grass Boys, основанной в 1939-м году. Ключевым моментом в образовании жанра стало присоединение к ним в 1945-м Эрла Скраггса, который владел уникальной техникой игры на банджо. Выступая с 1945-го по 1948-й, группа, в которую, помимо Монро и Скраггса, входили гитарист Лестер Флатт, скрипач Чабби Уайз и басист Ховард Уоттс, создала совершенно уникальный звук и инструментальный стиль, который является образцом и сегодня.
Пока The Blue Grass Boys были единственной группой, играющей подобную музыку, это был их собственный уникальный стиль. И он не мог быть отдельным музыкальным стилем, пока другие группы не начали играть в подобном ключе. В 1947-м году братья Стэнли записали традиционную песню «Molly and Tenbrooks» в стиле The Blue Grass Boys, и этот момент можно считать точкой появления блюграсса как самостоятельного стиля.

## Поколения блюграсса
Первое поколение блюграсс-музыкантов доминировало в жанре с момента его создания в середине 1940-х до середины 1960-х годов. Это поколение состоит из музыкантов, которые выступали в течение «золотого века» в середине 1950-х, включая Билла Монро со своей группой, братьев Стэнли, Лестера Флата и Эрла Скраггса с их новым ансамблем The Foggy Mountain Boys. В 1949 году ими была записана одна из самых известных композиций в стиле блюграсс «Foggy Mountain Breakdown». Также были популярны Джимми Мартин, Мак Уайзман, Эрл Тэйлор, братья Осборн, группы Reno and Smiley, Lonesome Pine Fiddlers, The Dixie Travellers, Jim & Jesse и др. В этот период выступал Вейд Мейнер, называемый «дедушкой блюграсса», основатель своего собственного ансамбля The Sons of the Mountaineers («Сыновья горцев»), с которым он выступал до 1953 г.
Второе поколение блюграсса получило известность в середине 1960-х годов. Хотя многие музыканты этого поколения играли в блюграсс-бэндах и ранее (как правило, в юном возрасте). Наиболее яркие представители этого поколения: The Dillards, Дж. Д. Кроу, Дойл Лоусон, Норман Блэйк, Сэм Буш, Дэл Макоури, Тони Райс и др. Второе поколение принесло с собой так называемый «прогрессивный блюграсс» («ньюграсс»). Самыми известными ансамблями этого направления были New Grass Revival, The Seldom Scene, The Kentucky Colonels.
Третье поколение достигло расцвета в середине 1980-х годов. Это поколение привнесло множество значительных изменений в блюграсс. Рики Скэггс, который начинал как блюграсс-музыкант и переключился на классическое кантри в 80-х, вернулся в блюграсс в 1996-м и с тех пор записал несколько альбомов и дал большое количество концертов со своим ансамблем Kentucky Thunder. Вслед за этим он организовал собственную звукозаписывающую компанию The Skaggs Family Records и является одним из самых известных музыкантов этого стиля. Такие звёзды кантри, как Долли Партон и Пэтти Лавлесс, также записали несколько блюграсс-альбомов, усилив, таким образом, влияние блюграсса в современной музыке. Одними из самых популярных блюграсс-исполнителей сегодня считаются также Элисон Краусс, Ронда Винсент, Дойл Лоусон, Blue Highway и др.

## Блюграсс в СССР и России

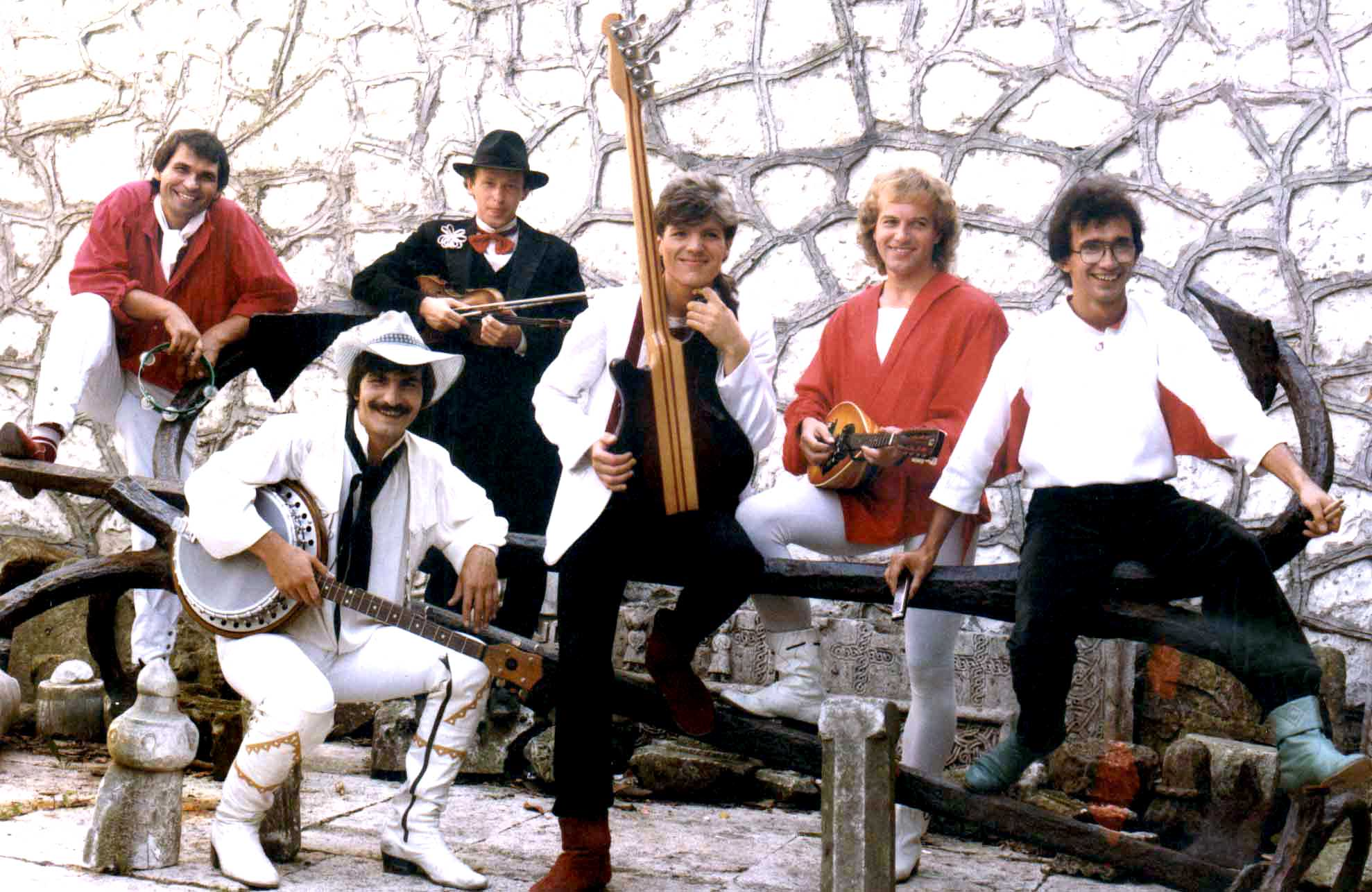
Группа Интеграл и Андрей Шепелёв

Распространение кантри-музыки и в частности стиля блюграсс в СССР началось в 1975 году благодаря группе «Интеграл», которая играла в филармонии Восточного Казахстана, в городе Усть-Каменогорске. В составе группы был банджист Михаил Лазарев и стил-гитарист Борис Ахмешев. Позже к группе присоединились скрипачка Ирина Комарова, на акустической гитаре играл Юрий Лоза. На фестивале «Весенние ритмы. Тбилиси-80» «Интеграл» исполнил несколько композиций в стиле блюграсс, которые были приняты с успехом, особенно «Сулико» и «Пароход идёт в Саратов». Через некоторое время в группу пришёл банджоист Андрей Шепелёв, который позже вошёл в состав группы «Кукуруза». Группа «Кукуруза» стала активным пропагандистом стиля кантри в России. В дальнейшем в этом стиле играли такие коллективы, как Red River Valley Boys и «Весёлый Дилижанс».
В настоящее время музыку с элементами блюграсса исполняют следующие российские группы: «ГрАссМейстер» из Москвы, стиль которой сочетает элементы кантри-рока, блюграсса, авторской песни и бард-рока; Grass Pistols из Нижнего Новгорода, исполняющие «нью-грасс» и традиционные произведения, «Граблю Бэндъ» из Иваново, исполняющие классические инструментальные блюграсс-произведения; «Братобатя» из Магнитогорска, играющие в стиле блюграсс/фолк-панк и выпустившие в 2017 г. свой дебютный мини-альбом; Real Russian Bluegrass Band из Иваново, исполняющие инструментальный ньюграсс/этно/джаз-фьюжн и выпустившие дебютный альбом RRBB (2017, ArtBeat Music); Red Brick Boys из Москвы, исполняющий чисто акустический блюграсс; Rosewood Bluegrass Band из Санкт-Петербурга — исполняют классические американские стандарты и перекладывают в блюграсс знаковые песни из русского рока.